# Creonpyge
Creonpyge este un gen de fluturi din familia Hesperiidae. 
Fiind monotipic, conține o singură specie, Creonpyge creon (Druce, 1874), care este întâlnită în Costa Rica și Columbia.